# Суховоля (станція)
Суховоля (до 1917 року Ляхівці) — проміжна залізнична станція 5-го класу Козятинської дирекції Південно-Західної залізниці на неелектрифікованій лінії Шепетівка — Тернопіль між станціями Білгородка (18,8 км) та Лепесівка (14,3 км). Рзташована біля селища Білогір'я Шепетівського району Хмельницької області.

## Історія
Станція Ляхівці відкрита 1915 року під час будівництва залізничної лінії Шепетівка — Ланівці.
Сучасна назва станції Суховоля — з 1917 року.

## Пасажирське сполучення
На станції Суховоля зупиняються приміські поїзди сполученням Шепетівка — Ланівці.